# 프란체스코 프리마티초
프란체스코 프리마티초(이탈리아어: Francesco Primaticcio, 이탈리아어 발음: [franˈtʃesko primaˈtittʃo], 1504년 4월 30일~1570년)는 이탈리아의 매너리즘 화가, 건축가, 조각가로, 대부분의 경력을 프랑스에서 보냈다.

## 생애

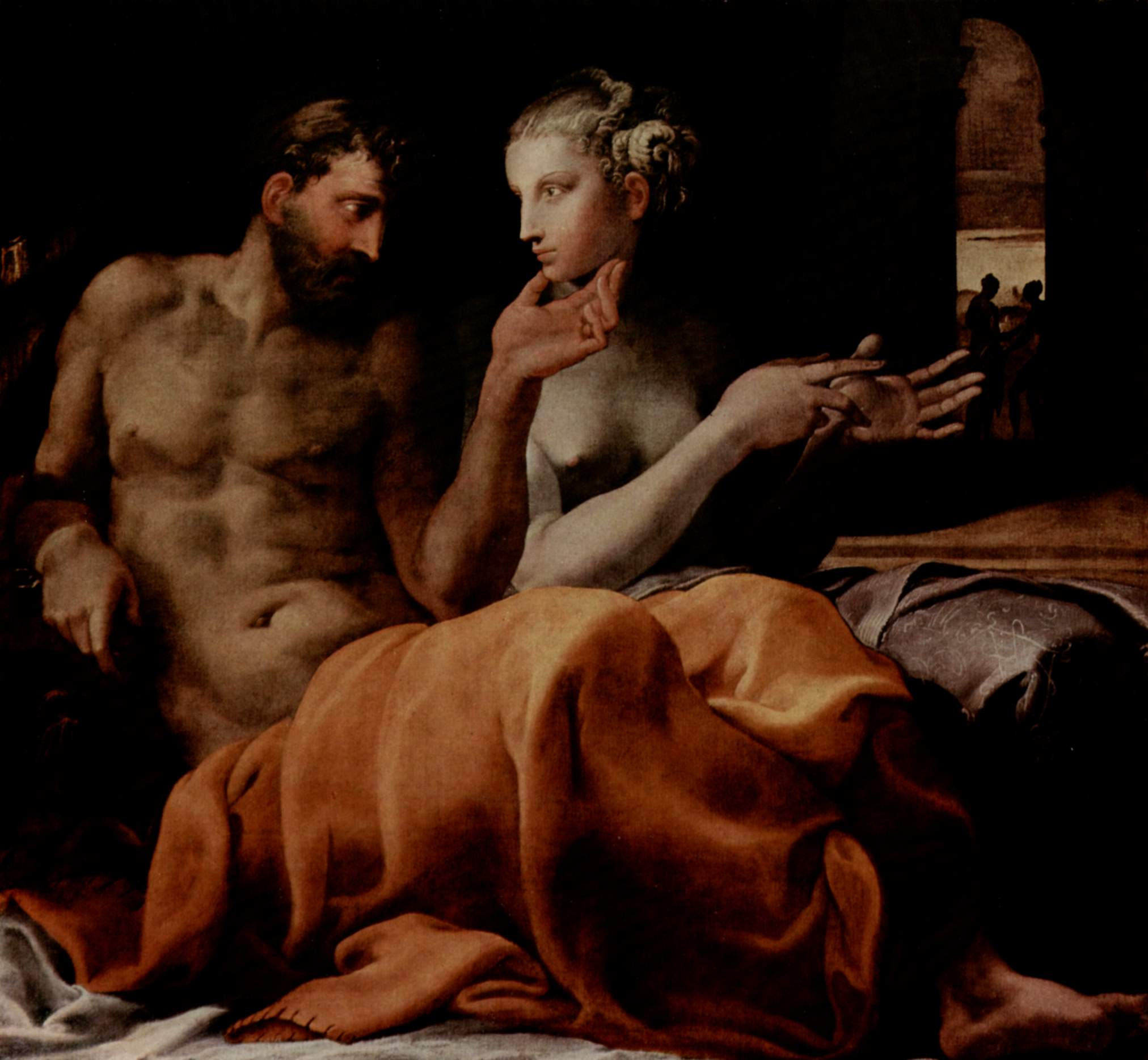
《오디세우스와 페넬로페》, 1563년경

볼로냐에서 태어난 그는 만토바에서 줄리오 로마노의 지도를 받았고, 인노첸시오 프란쿠치의 제자가 되어 팔라초 델 테의 장식을 만든 후 1532년 프랑스 프랑스의 프랑수아 1세의 궁정에서 직책을 맡게 되었다.

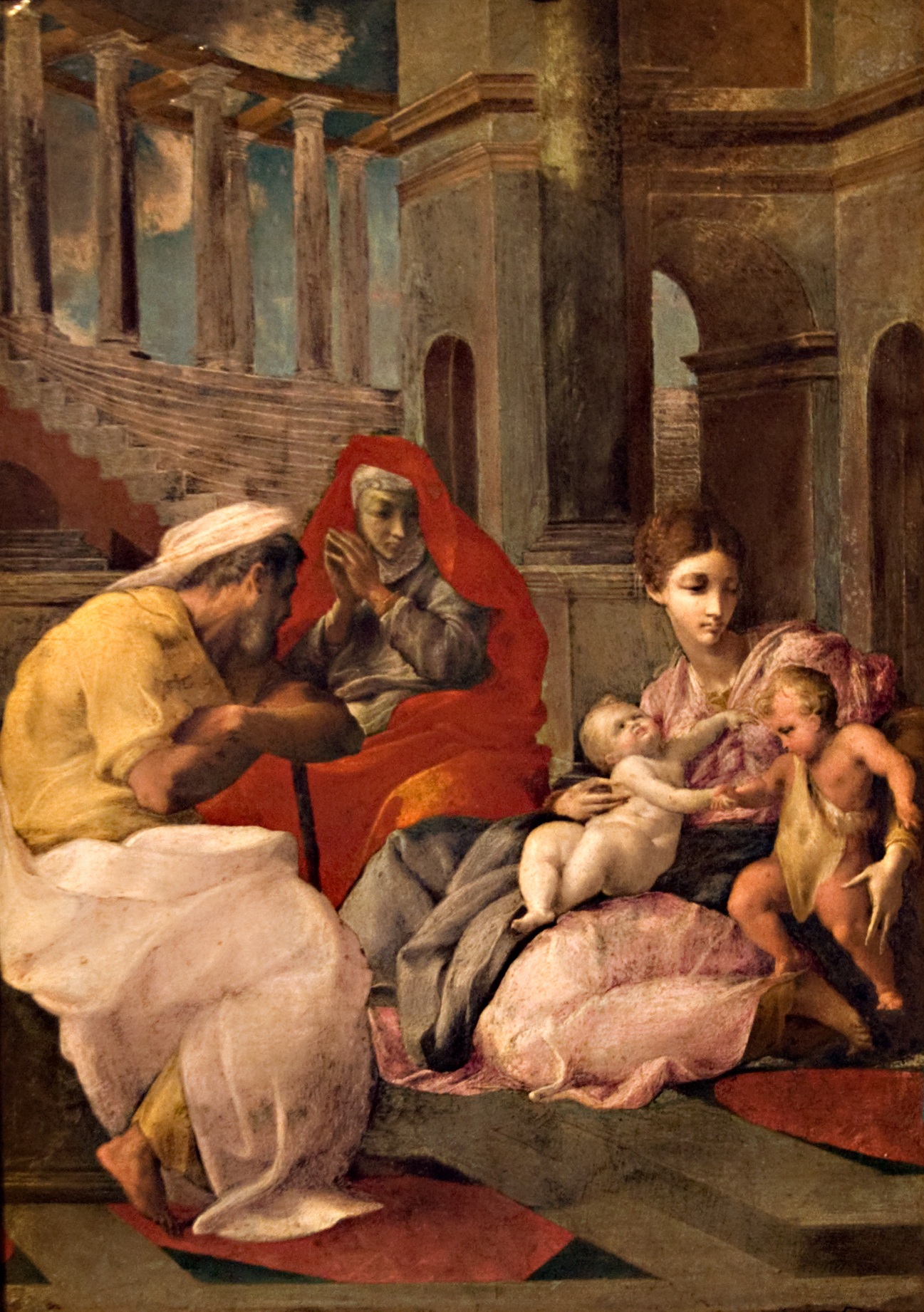
《성 엘리자베스와 세례자 요한이 있는 성가족》, 1541년에서 1543년 사이, 에르미타시 박물관

그는 로소 피오렌티노와 함께 퐁텐블로궁(그는 소위 첫 번째 "퐁텐블로 화파"에 속했다.)에서 작업한 주요 예술가 중 한 명이었고 일생의 대부분을 그곳에서 보냈다. 1540년 로소가 사망하자 프리마티초는 퐁텐블로의 예술을 도맡아 니콜로 델아바테 등 자신의 팀의 화가와 장식 장인들에게 디자인을 제공했다. 그는 태피스트리 직공들을 위해 만화를 그렸고, 16세기 궁정 예술가들 모두가 그렇듯이 가면극과 축제를 위한 정교한 임시 장식을 디자인하도록 요청받았는데, 이는 현재 도면과 판화로만 남아 있다. 프랑수아 1세는 그의 안목을 믿고 1540년과 1545년에 다시 이탈리아로 구매 여행을 보내주었다.
로마에서 프리마티초의 임무 중 하나는 교황 소장품 중 최고의 로마 조각품을 주조하는 것이었으며, 그 중 일부는 퐁텐블로의 화단을 장식하기 위해 청동으로 주조되었다.
프리마티초는 프랑수아 1의 후계자인 앙리 2세와 프랑수아 2세의 궁정 화가직을 유지하며 계속 활동했다. 그의 걸작인 퐁텐블로의 에르퀼 홀(Salle d'Hercule)은 그와 그의 팀이 1530년대부터 1559년까지 작업한 곳이다.
프리마티초의 복잡한 매너리즘 작품은 당시 프랑스 미술에 많은 영향을 미쳤다.
생애 마지막에 프리마티초는 건축에 관심을 돌렸는데, 그의 가장 뛰어난 작품은 생드니 대성당의 발루아 예배당(Valois Chapel)이었지만, 이 예배당은 그가 사망한 후에 완공되었고 1719년에 파괴되었다.

## 작품

《부케팔로스를 길들이는 알렉산더》, 프레스코화, 16세기 중반
《헬레네의 납치》, 1530년~1539년, 보우스 박물관
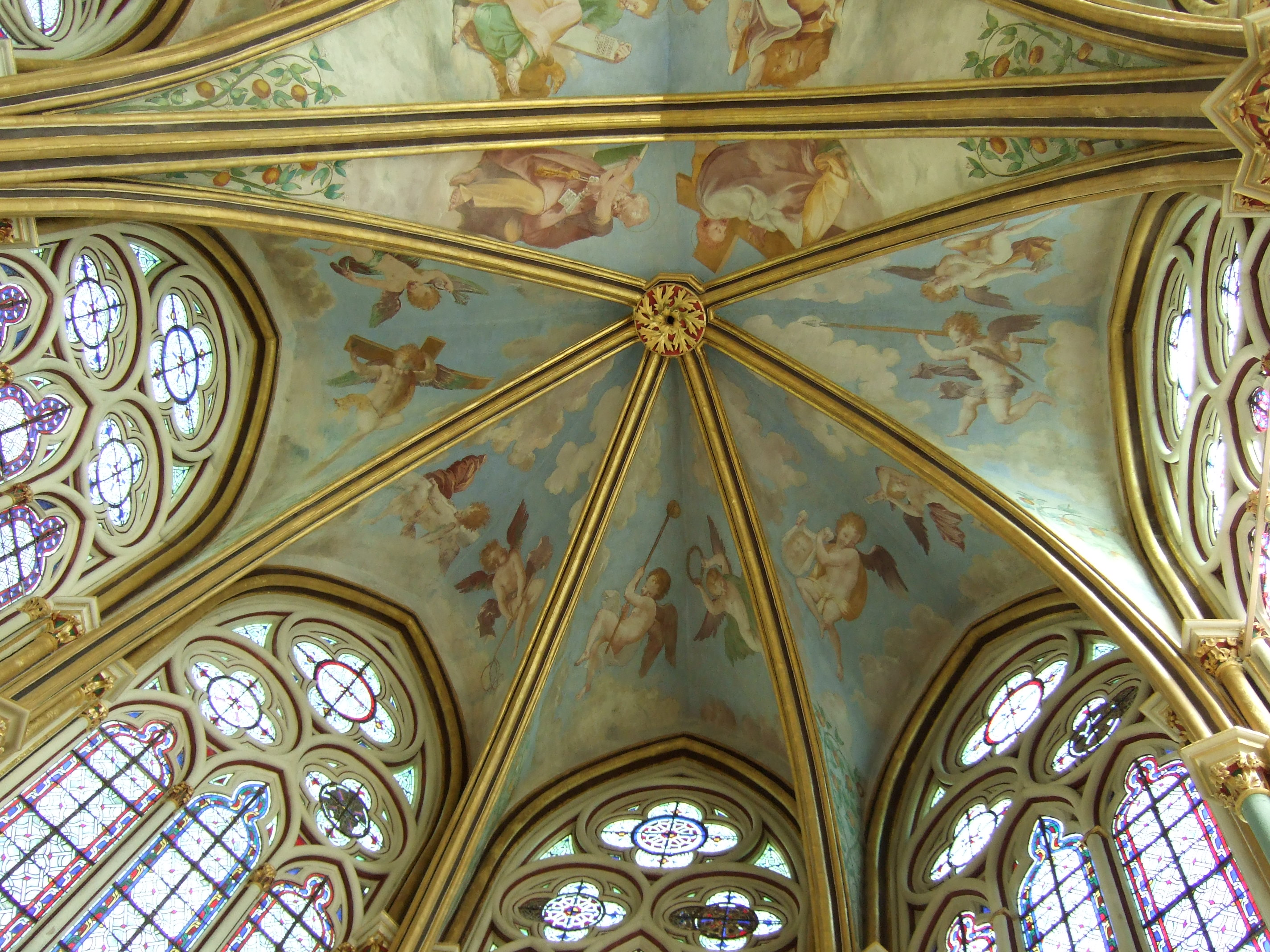
샬리스 수도원의 천장화
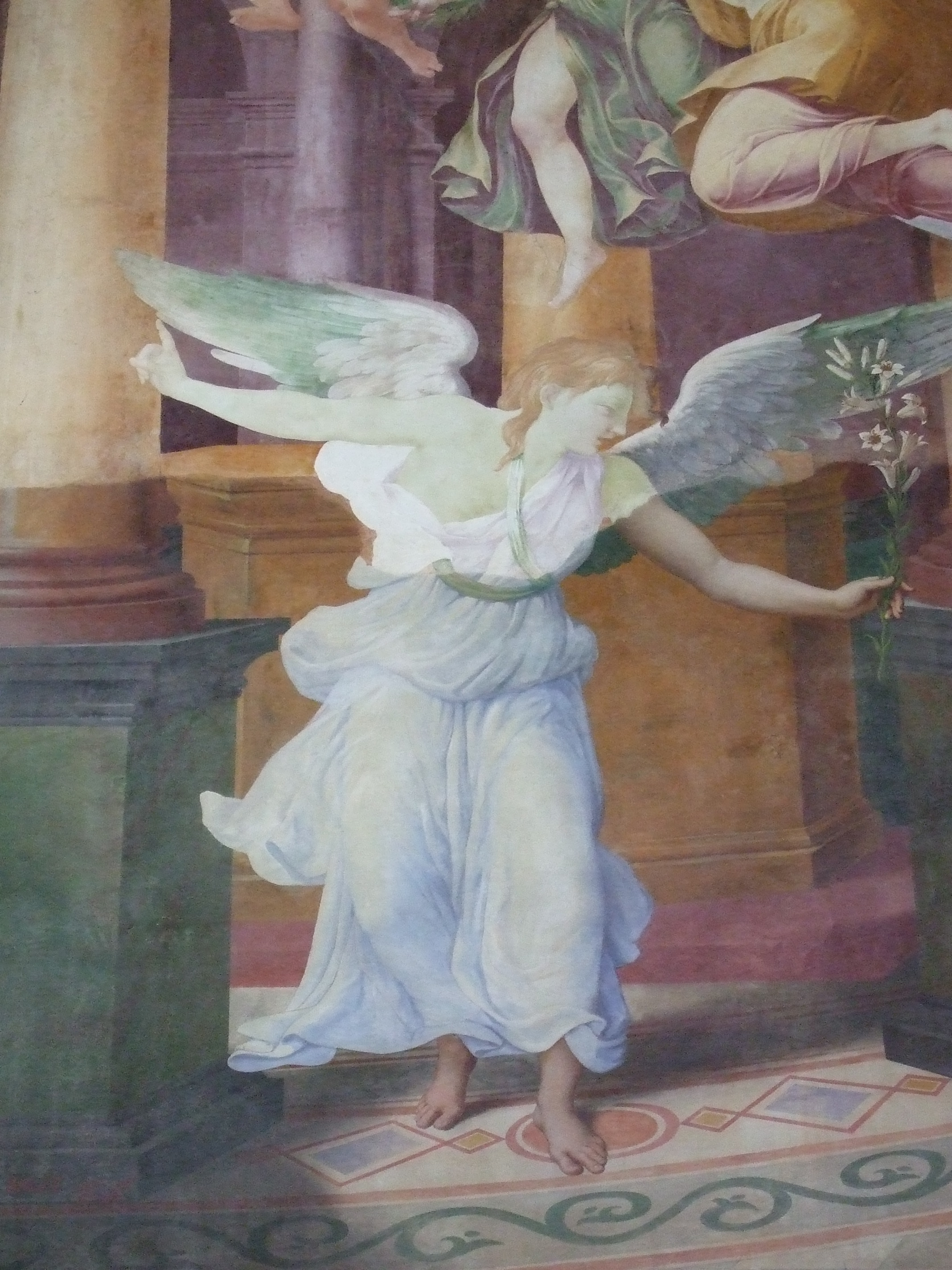
샬리스 수도원의 수태고지 프레스코화

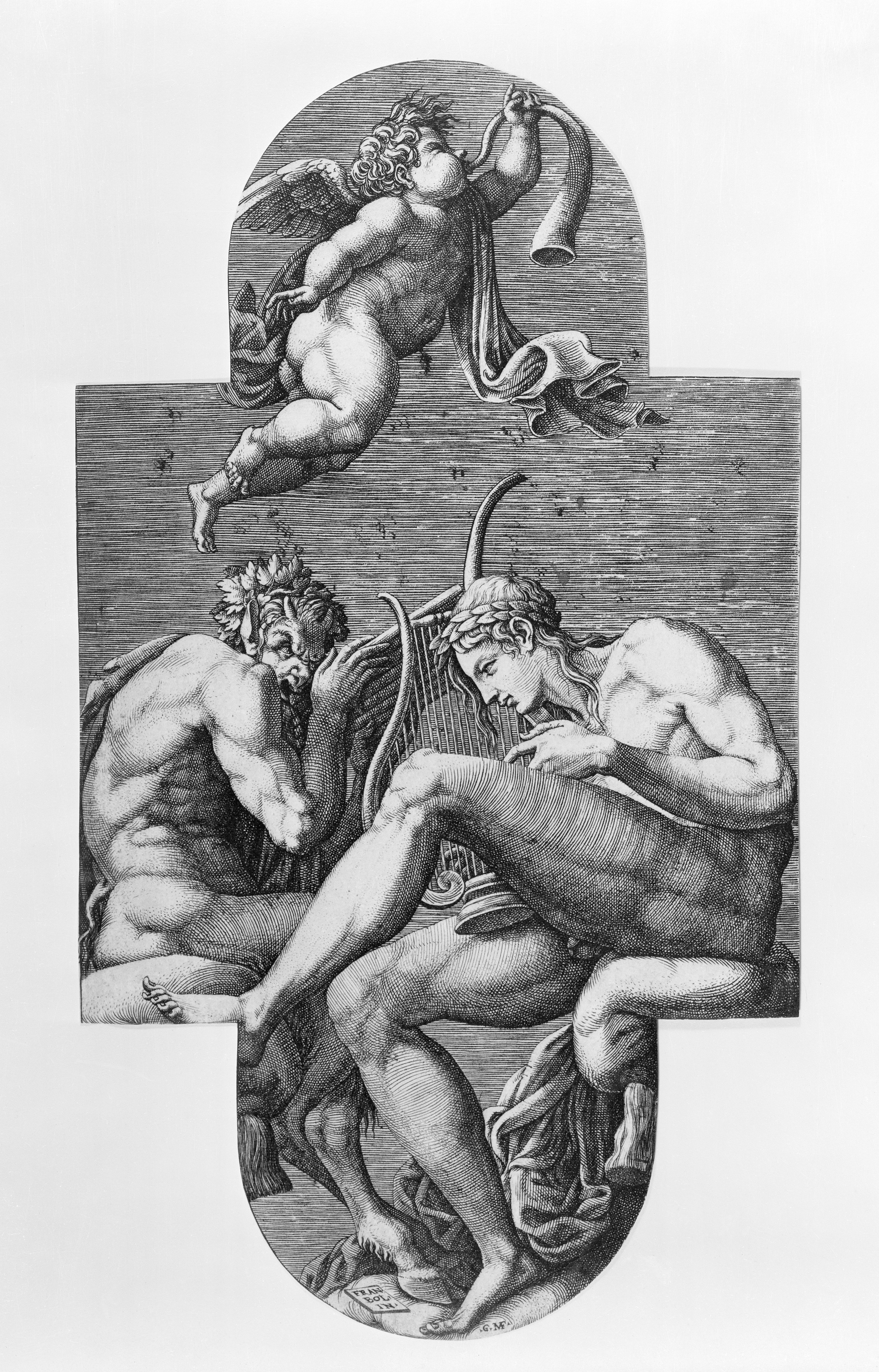
퐁텐블로의 율리시스 갤러리(Ulysses Gallery, 1738~39년 파괴) 천장에 프란체스코 프리마티초가 디자인한 8개 작품 시리즈 중 '아폴로, 판, 그리고 뿔나팔을 부는 푸토'
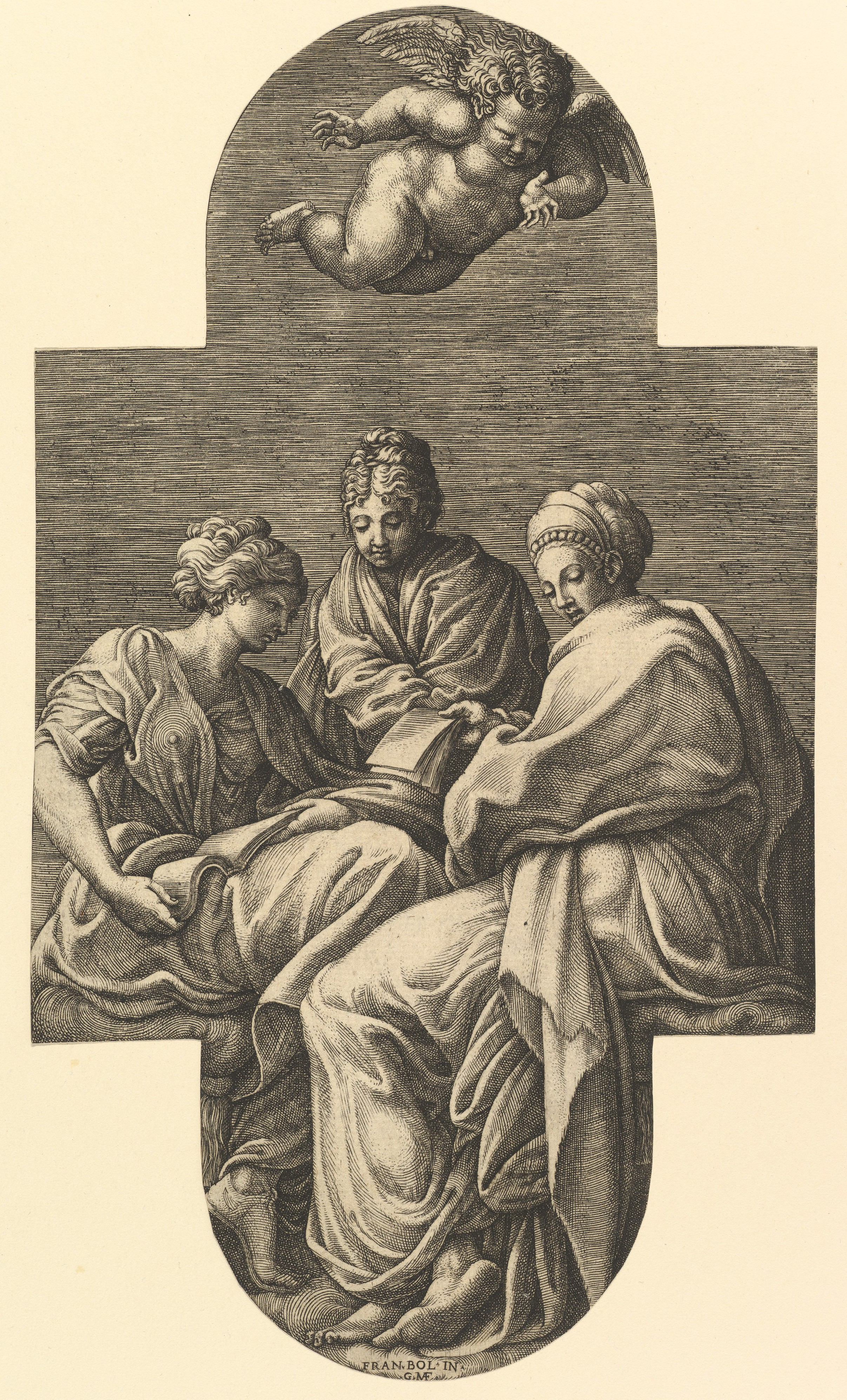
퐁텐블로의 율리시즈 갤러리(Ulysses Gallery, 1738~39년 파괴) 천장에 프란체스코 프리마티초가 디자인한 8개 작품 시리즈 중 '세 뮤즈와 손짓하는 푸토'
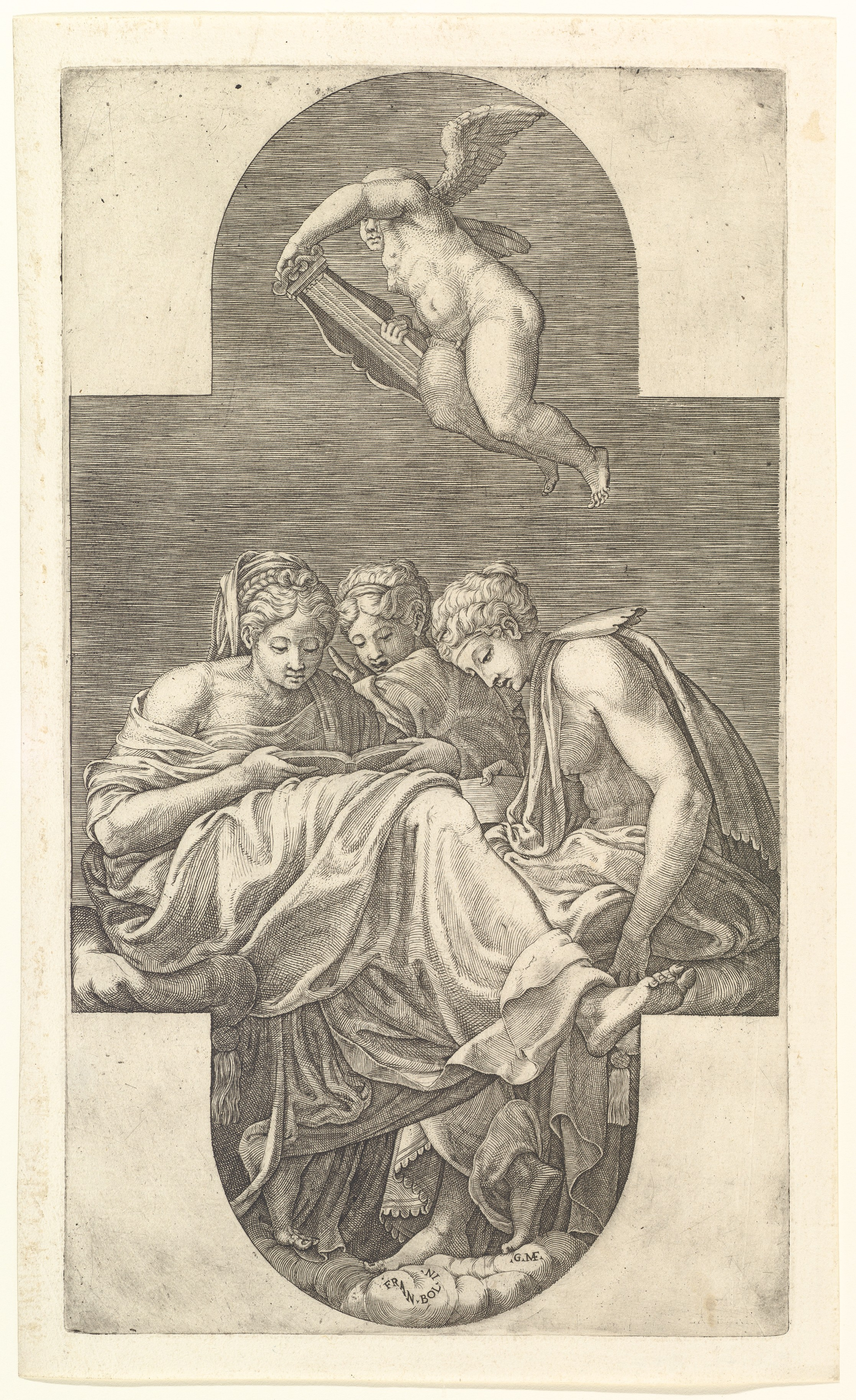
퐁텐블로의 율리시스 갤러리(Ulysses Gallery, 1738~39년 파괴) 천장에 프란체스코 프리마티초가 디자인한 8개 작품 시리즈 중 '세 뮤즈와 리라를 든 푸토'
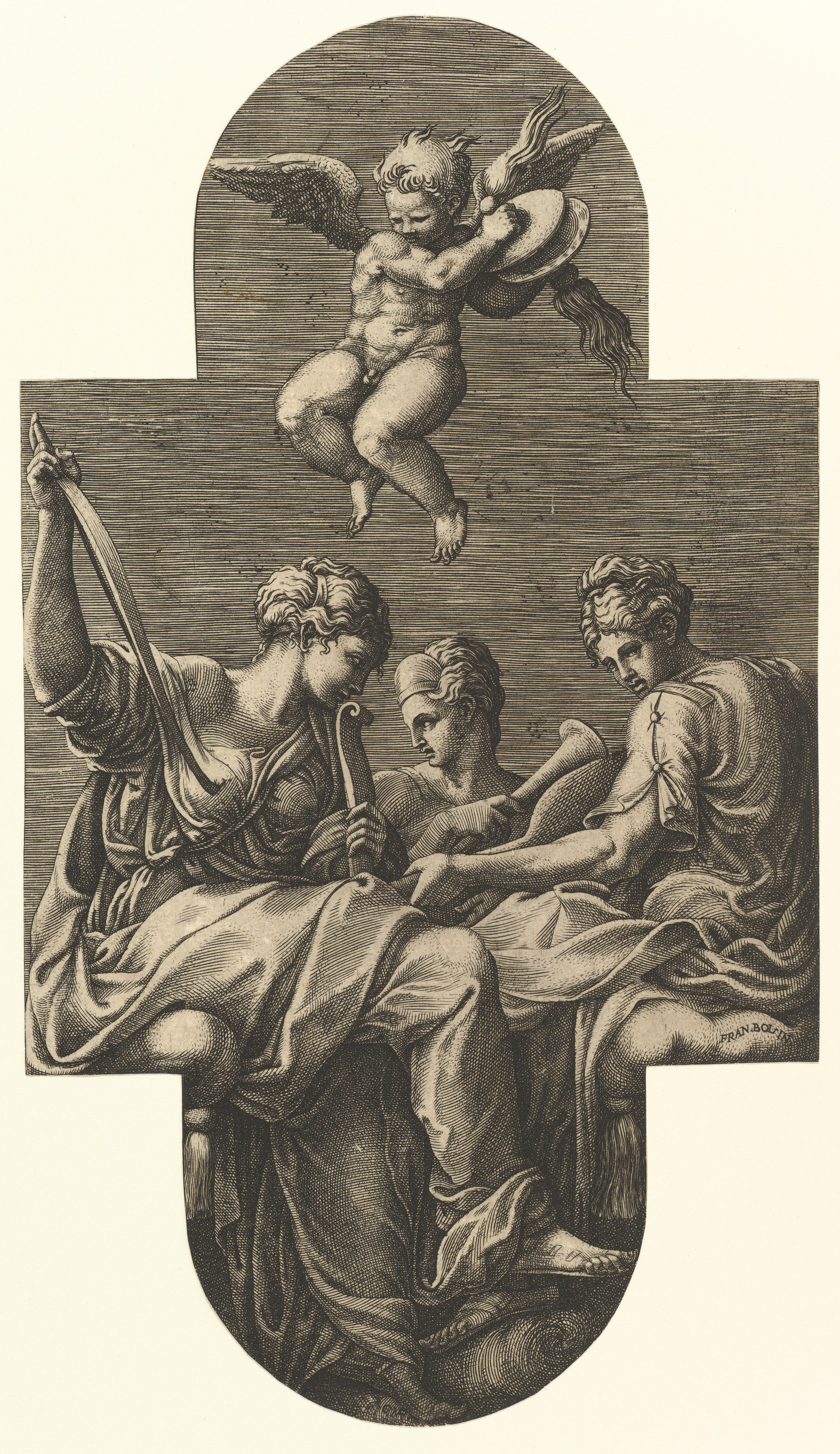
퐁텐블로의 율리시스 갤러리(Ulysses Gallery, 1738~39년 파괴) 천장에 프란체스코 프리마티초가 디자인한 8개 작품 시리즈 중 '세 뮤즈와 심벌즈를 든 푸토'

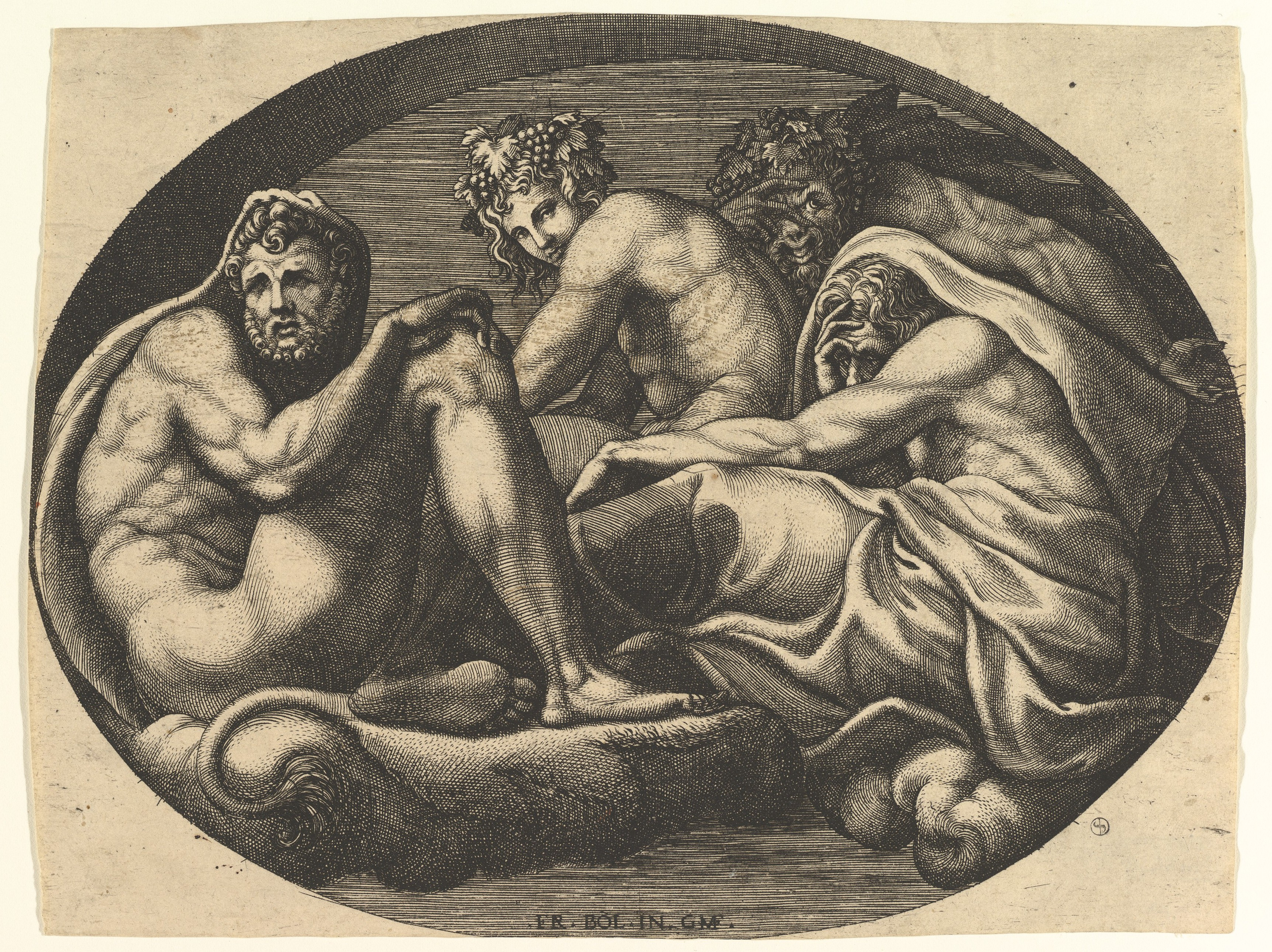
퐁텐블로의 율리시스 갤러리(Ulysses Gallery, 1738~39년 파괴) 천장에 프란체스코 프리마티초가 디자인한 8개 작품 시리즈 중 '헤라클레스, 바쿠스, 판, 사투르누스(?)'
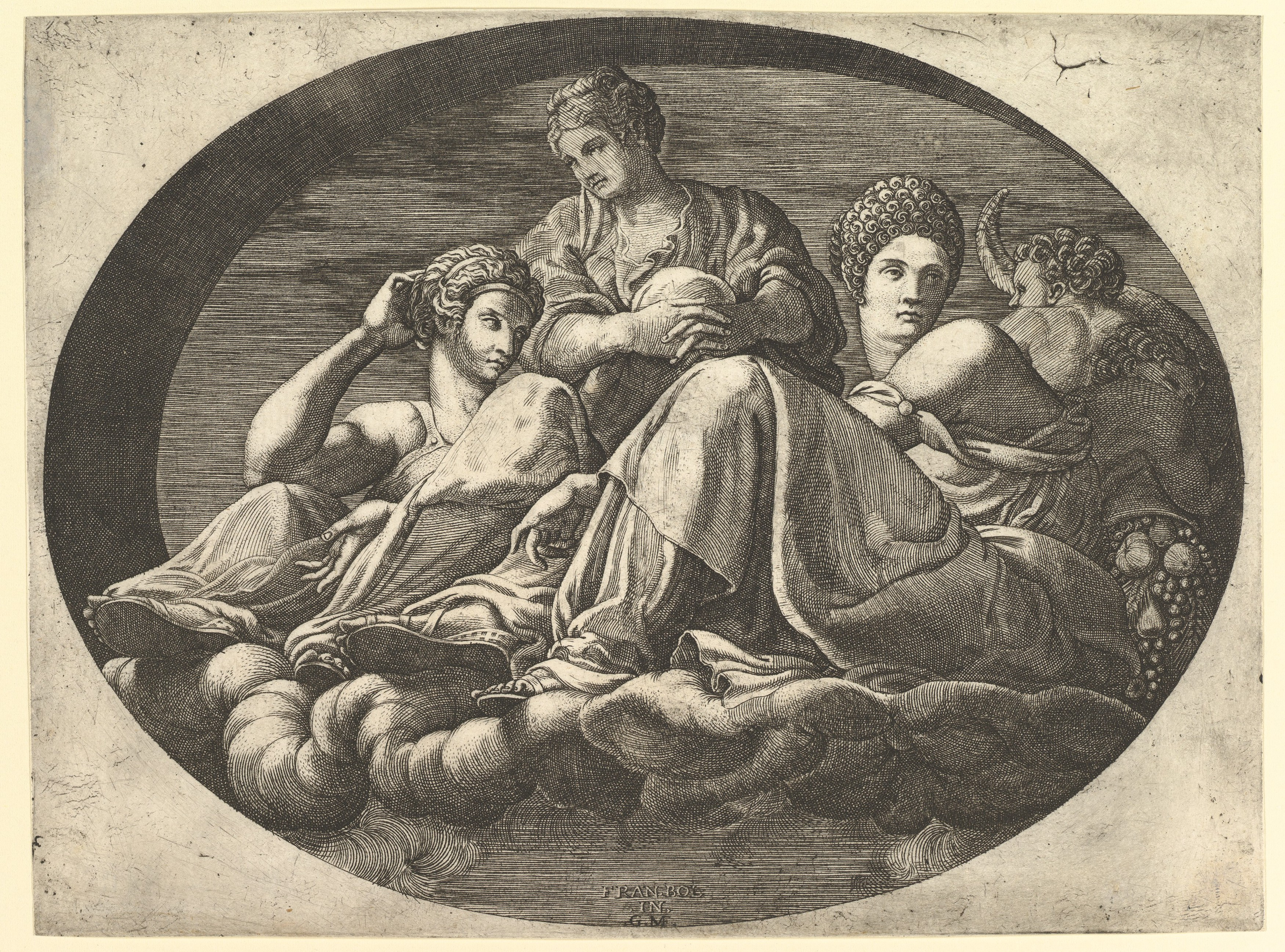
퐁텐블로의 율리시스 갤러리(Ulysses Gallery, 1738~39년 파괴) 천장에 프란체스코 프리마티초가 디자인한 8개 작품 시리즈 중 '두 여신과 두 명의 푸티와 함께 구름 위에 앉아 있는 세레스'
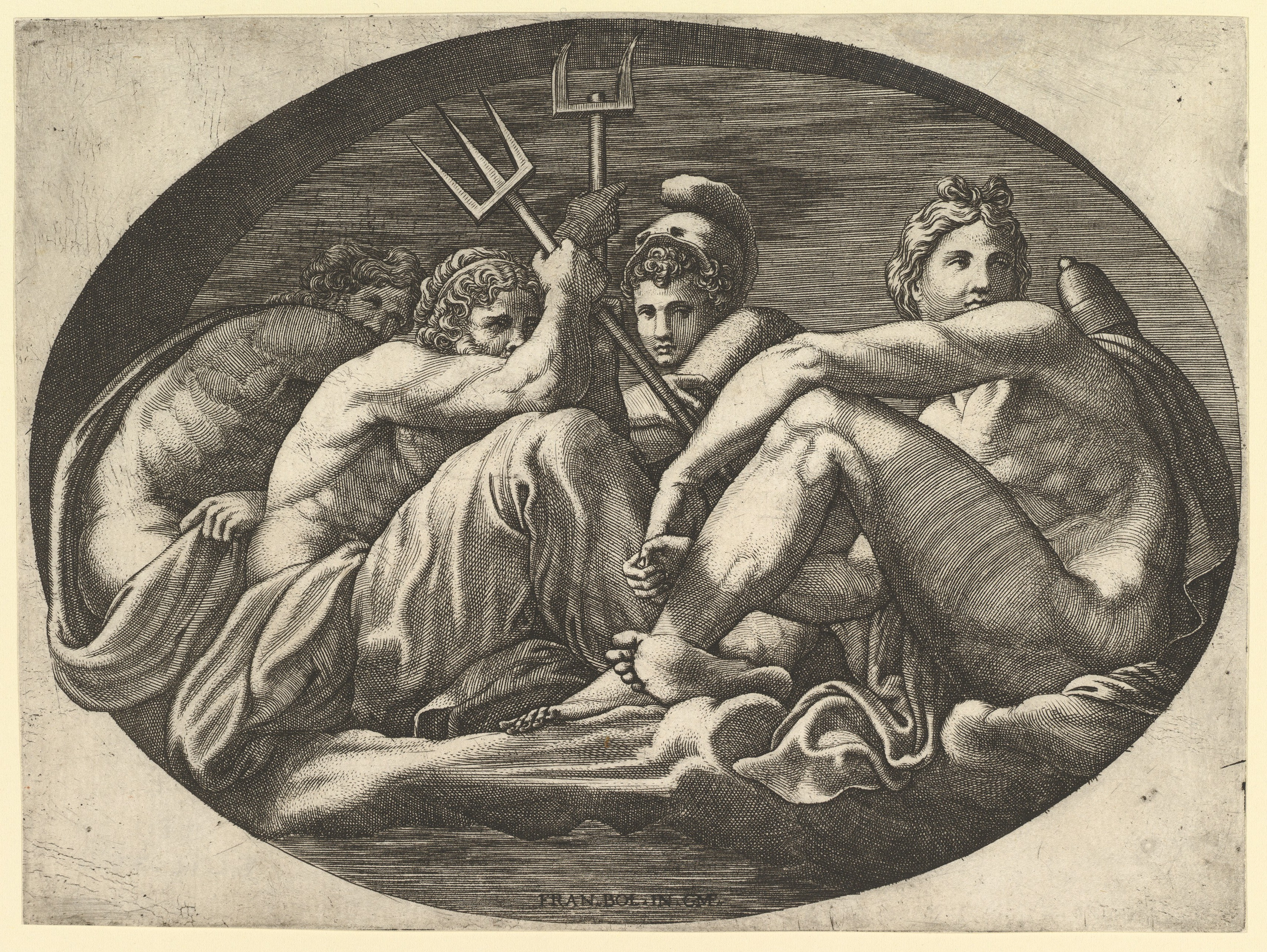
퐁텐블로의 율리시스 갤러리(Ulysses Gallery, 1738~39년 파괴) 천장에 프란체스코 프리마티초가 디자인한 8개 작품 시리즈 중 '플루톤, 넵튠, 미네르바, 아폴로'
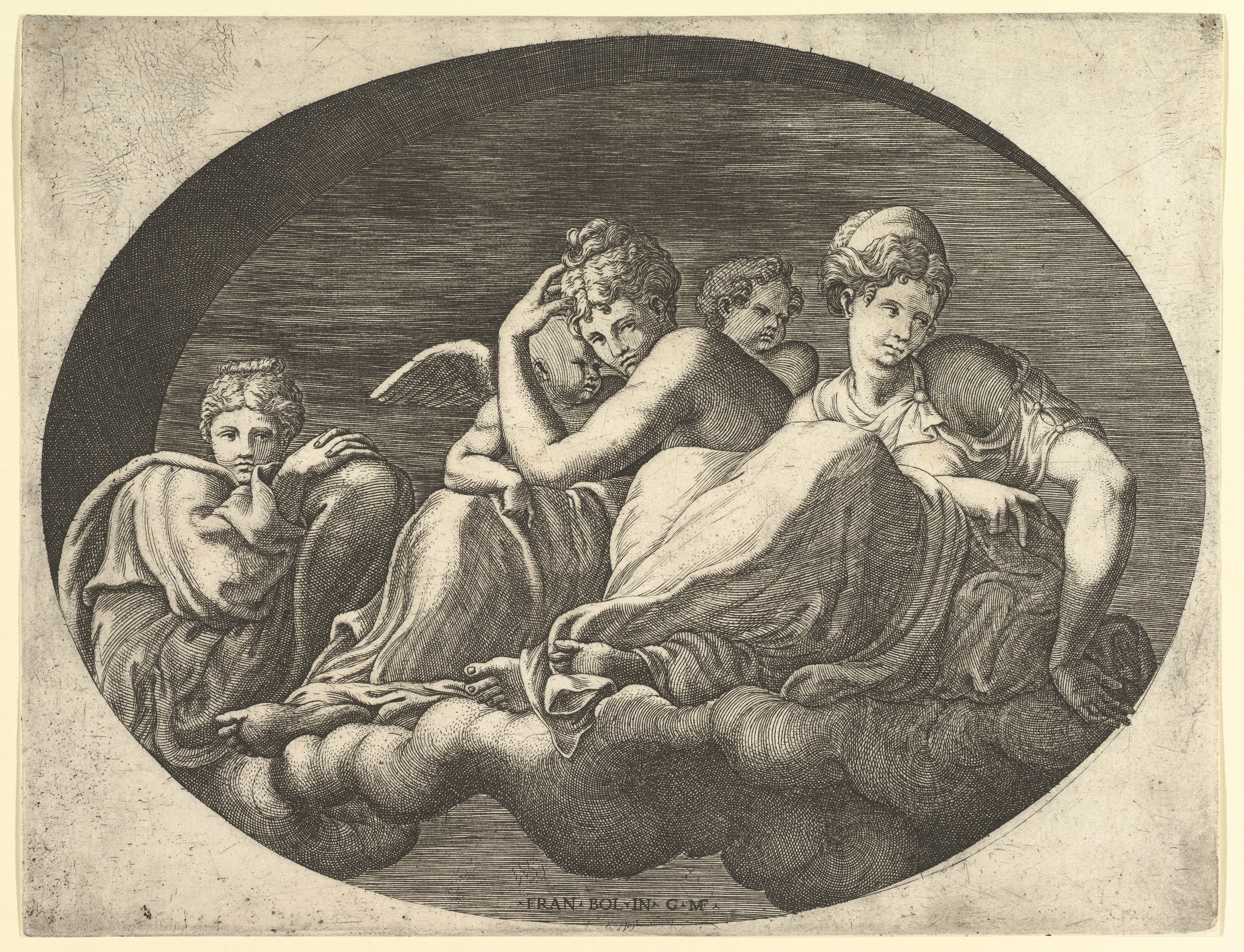
퐁텐블로의 율리시스 갤러리(Ulysses Gallery, 1738~39년 파괴) 천장에 프란체스코 프리마티초가 디자인한 8개 작품 시리즈 중 '비너스, 큐피드와 다른 두 여신, 그리고 푸토'
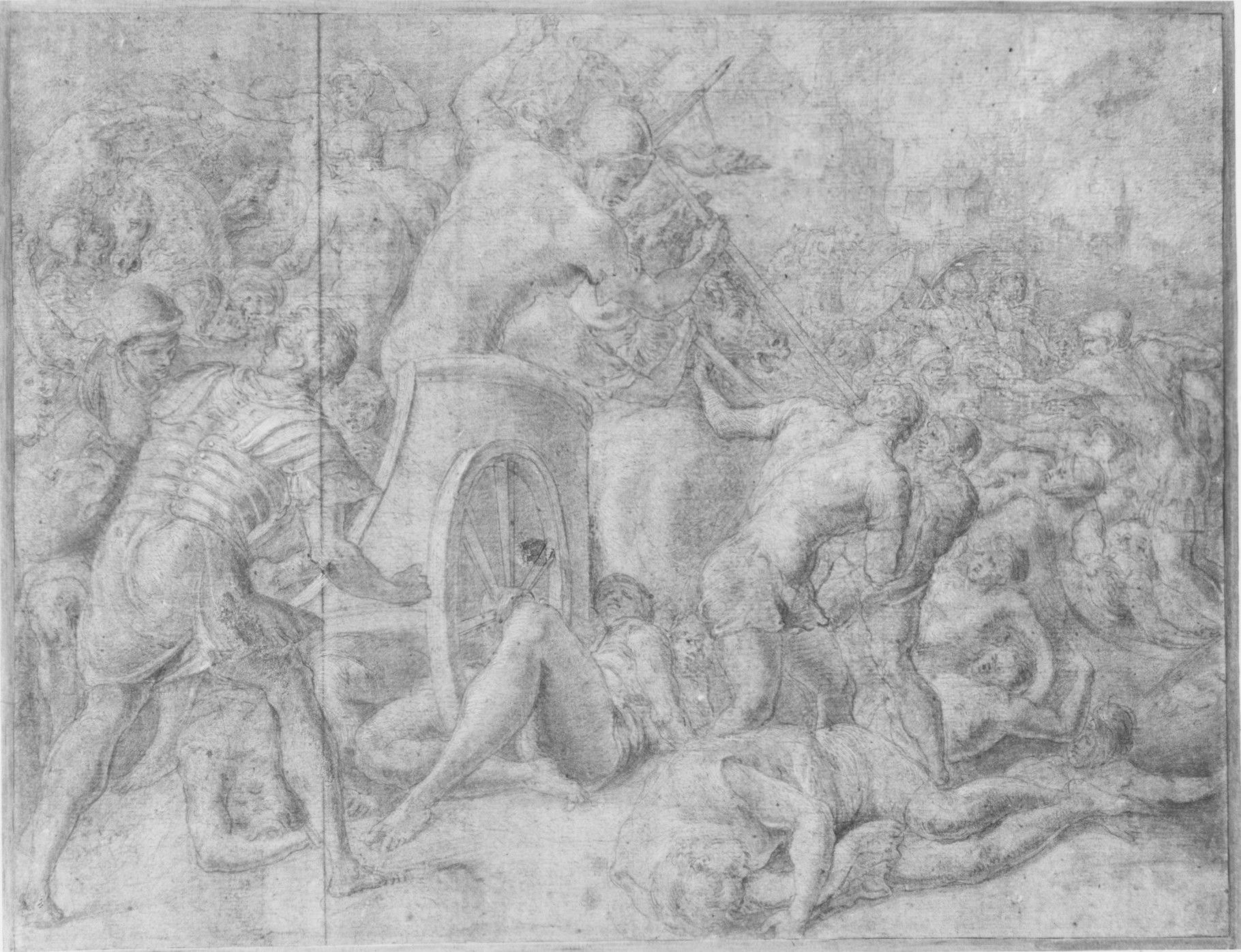
'이스마로스에 가기 전 키코네스와 싸우는 율리시스와 그의 동료들', 퐁텐블로궁의 율리시스 갤러리에 있는 파괴된 프레스코화 습작, 1555년~1560년경